# País portátil (película)
País portátil es una película venezolana estrenada en 1979, dirigida por Iván Feo y Antonio Llerandi y basada en la novela del mismo nombre, de Adriano González León, la cual ganó en 1968 el Premio Biblioteca Breve de la Editorial Seix-Barral. 
La película ganó el Premio Especial del Jurado de la primera edición del Festival Internacional del Nuevo Cine Latinoamericano de La Habana. Fue votada como la segunda mejor película venezolana de todos los tiempos en una encuesta de 1987 a 29 expertos organizada por la revista Imagen. También fue votada como una de las mejores en una encuesta de 2016 de 41 expertos organizada por la Cinemateca Nacional.La película forma parte del patrimonio cinematográfico nacional de Memoria del Mundo de la UNESCO.

## Elenco
- Alejandra Pinedo - Delia

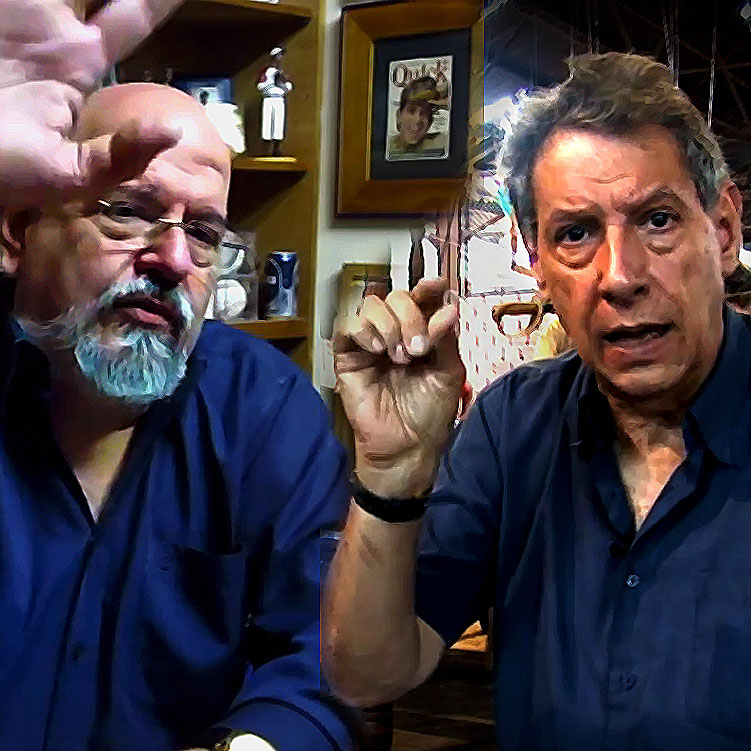
Iván Feo y Antonio Llerandi, directores de País Portátil.

- Héctor Duvauchelle - Salvador Barazarte
- Iván Feo - Andrés Barazarte
- Eliseo Perera - León Perfecto Barazarte
- Silvia Santelices - Ernestina Barazarte
- Eduardo Gil - Nicolasito Barazarte
- Ibsen Martínez - José Eladio Barazarte
- Nardy Fernández - Hortensia Barazarte
- Fausto Verdial - Eliseo Quintero
- Iván González - Jaramillo
- Asdrúbal Meléndez - Cura
- Maria Luisa Lamata - Adelaida Saavedra
- Fernando Gómez - Epifanio Barazarte[3]

## Sinopsis
En autobús, Andrés Barazarte recorre Caracas como un pasajero más, pero lleva consigo un extraño maletín. Por la cabeza del joven transcurre la vida, llevada por la mano de su abuelo muerto:  su familia de la provincia; la infancia sin padres, la amarga juventud de su tía y las peripecias de aquel tío-abuelo bohemio y loco; los antepasados militares: seculares caudillos de opaca humanidad; la ruina económica ocurrida en tres trancos; la infeliz suerte del padre ausente trabajador en un campo petrolero.
Los recuerdos se anudan con el presente: el amor de la novia y la azarosa vida política, la cual de los ideales ha devenido en mortal riesgo permanente.
Presente y pasado conspiran y conducen al final: Andrés conjura los tiempos y, acompañado de los suyos, realiza el conmovedor acto final que lo redimirá de sus miserias.

## Premios
- Festival Internacional del Nuevo Cine Latinoamericano de La Habana (1979): Premio Especial del Jurado.
- Festival de Cine de Cartagena de Indias (1980): premio Opera Prima
- Asociación de Críticos de Cine de Venezuela (1979): mejor película venezolana. Premio Ariel, México (2003): mejor película latinoamericana.
- Festival Nacional de Cine de Mérida (1980):
  - premio Mejor Fotografía Héctor Ríos Henríquez;
  - premio Mejor Actriz de Reparto Silvia Santelices;
  - segundo premio como mejor película entre 1970 y 1980.
- Fundación Academia Nacional de Ciencias y Artes del Cine y La Televisión[5] (1980):
  - premio Mejor Película de los años 1978-1979;
  - premio Mejor Dirección;
  - premio Mejor Fotografía;
  - premio Mejor Sonido;
  - premio Mejor Música;
  - premio Mejor Montaje.
- Comisión de Cultura del Cabildo de Caracas Sección Largometrajes (1980):
  - premio Mejor Película;
  - premio Mejor Dirección;
  - premio Mejor Guion;
  - premio Mejor Fotografía;
  - premio Mejor Producción;
  - premio Mejor Montaje.